# Peder Bryntesson (Lilliehöök)
Peder Bryntesson (Lilliehöök), var en svensk häradshövding.

## Biografi
Peder Bryntesson (Lilliehöök) var son till häradshövdingen Brynte Bertilsson (Lilliehöök) och Edla Nilsdotter. Han omnäns 1503, 1517 och 1521. Peder Bryntesson blev 1525 häradshövding i Kullings härad och var 1529 i tjänst hos kungen (borglägare). Efter brodern Måns Bryntesson (Lilliehöök) avrättning, ärvde han 28 juni 1529 allt som tillhörde honom på Upplo i Magra socken. Tillhörde 1529 och 1534 det rusttjänstgörande frälset i Västergötland. Peder Bryntesson fick 18 oktober 1531 kållands härad i förläning.

### Egendom
Han ägde Hålbonäs i Sköldinge socken och Tråva i Tråvads socken.

### Familj
Peder Bryntesson gifte sig första gången med Ragnild Andersdotter, dotter av Anders Persson (Stierna) och Kerstin Esbjönrsdotter (Bååt). De fick tillsammans barnen riddaren Anders Pedersson (Lilliehöök) (död 1572), häradshövdingen Nils Pedersson (Lilliehöök) , Erik Pedersson, Märta Pedersdotter som var gift med ryttmästaren Göran Claesson Prytz, Inga Pedersdotter, Brynte Pedersson och ståthållaren Esbjörn Pedersson (Lilliehöök).
Peder Bryntesson gifte sig andra gången med Anna Håkansdotter, dotter av underlagmannen Håkan Andersson (Sparre) och Ingrid Knutsdotter (Vinge). De fick tillsammans sonen Måns Pedersson (Lilliehöök).